# Patrick Robinson (Richter)

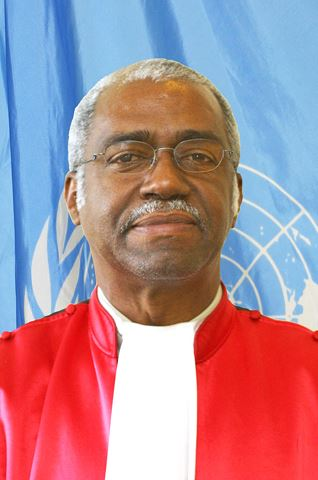
Patrick Robinson, 2014

Patrick Lipton Robinson (* 29. Januar 1944 auf Jamaika) ist ein jamaikanischer Crown Counsel. Er fungierte von 1998 bis 2011 als Richter am Internationalen Strafgerichtshof für das ehemalige Jugoslawien (ICTY), darunter von 2008 bis 2011 als Präsident des Gerichtshofs. Von 2012 bis 2015 gehörte er dem Richterkollegium des Internationalen Residualmechanismus für die Ad-hoc-Strafgerichtshöfe an, der gemeinsamen Nachfolgeinstitution des ICTY und des Internationalen Strafgerichtshofs für Ruanda. Von 2015 bis 2024 war Robinson Richter am Internationalen Gerichtshof.

## Leben
Nach dem Erwerb des Bachelor-Grades in London 1964 und der Erlangung eines Bachelor-with-Honours-Grades daselbst 1968 wurde Robinson 1968 Crown Counsel auf Jamaika. Diese Tätigkeit übte er bei verschiedenen jamaikanischen Behörden bis 1998 aus. Daneben war Robinson in den Jahren 1972 und 1973 Berater des jamaikanischen Außenministers und vertrat Jamaika von 1972 bis 1998 bei dem Sechsten Komitee der Generalversammlung der Vereinten Nationen. Darüber hinaus leitete er von 1981 bis 1998 verschiedene jamaikanische Delegationen für die Erarbeitung völkerrechtlicher Verträge.
Ferner war Robinson von 1988 bis 1995 Mitglied der Interamerikanischen Kommission für Menschenrechte, deren Präsident er seit 1991 war. Ebenso war er von 1991 bis 1996 Mitglied der International Law Commission sowie von 1995 bis 1996 ausländisches Mitglied der haitianischen Truth and Justice Commission. Zudem war Robinson 1997 jamaikanischer Botschafter bei der Jahrestagung der Generalversammlung der Vereinten Nationen und der Dritten Konferenz der Vereinten Nationen betreffend das Seerecht sowie Vorsitzender der zwölften Sitzung von UNCTAD. Seit 1996 ist Robinson Mitglied des Internationalen Bioethik-Komitees der UNESCO.
Am 16. November 1998 wurde Patrick Robinson zum Richter am Internationalen Strafgerichtshof für das ehemalige Jugoslawien (ICTY) berufen. Am 4. November 2008 wurde er im Rahmen einer außerordentlichen Plenarsitzung des ICTY-Richterkollegiums zum Präsidenten des ICTY gewählt. Dieses Amt übte er vom 17. November 2008 bis zum 17. November 2011 aus. Im Dezember 2011 erfolgte seine Wahl zum Richter des Internationalen Residualmechanismus für die Ad-hoc-Strafgerichtshöfe, der seit Juli 2012 als gemeinsame Nachfolgeinstitution des ICTY und des Internationalen Strafgerichtshofs für Ruanda fungiert. Im November 2014 wurde er außerdem zum Richter am Internationalen Gerichtshof in Den Haag gewählt. Seine turnusgemäß neunjährige Amtszeit begann im Februar 2015 und endete im Februar 2024.

## Ehrungen
- Order of Jamaica (2009)[1]
- Ehrenmitgliedschaft der Amerikanischen Gesellschaft für internationales Recht (2011)